# Zsigmond Ferenc osztrák főherceg
Habsburg–Tiroli Zsigmond Ferenc főherceg (Innsbruck, 1630. november 27. – Innsbruck, 1665. június 25.) tiroli grófként II. Zsigmond osztrák főherceg és tiroli gróf 1662-től haláláig.

## Élete
Zsigmond Ferenc V. Lipót osztrák főherceg és Medici Klaudia második fia volt. Testvérei:
- Mária Eleonóra, (1627–1629), gyermekként meghalt
- Ferdinánd Károly (1628–1662), Tirol grófja, aki Medici Anna toszkán nagyhercegnőt vette feleségül. Leányuk, Klaudia Felicitász főhercegnő 1673-ban I. Lipót német-római császár, magyar és cseh király harmadik felesége lett.
- Izabella Klára (1629–1685), aki III. Károly mantovai herceghez (1629–1665) ment feleségül
- Zsigmond Ferenc (1630–1665), Tirol grófja

1646-ban Augsburg püspökévé nevezték ki. 1653-ban Gurk, 1659-ben pedig Trident püspöke is lett.
Bátyja, Ferdinánd Károly főherceg halála után ő lett Hátsó-Ausztria uralkodó főhercege. Sokkal alkalmasabb személy lett erre a címre, mint bátyja, nagy uralkodóvá vált, de 1665-ben bekövetkezett korai halála a Habsburg-család fiatalabb, tiroli ágának végét jelentette. I. Lipót német-római császár követte őt a trónon, Ausztria uralkodó főhercegeként VI. Lipót néven.